# Taylorism
Taylorismul (grafiat și tailorism) este o teorie care fundamentează un sistem de organizare a muncii în cadrul căreia normele de muncă se stabilesc la nivelul muncitorilor cu cel mai ridicat randament și pe baza unor îmbunătățiri aduse muncii prin eliminarea mișcărilor inutile, prin aplicarea unor metode mai eficiente, a evidenței și controlului, ducând astfel la creșterea randamentului muncii.

## Apariția taylorismului
Frederick Winslow Taylor a publicat în anul 1911 una dintre cele mai importante lucrări ale sale, intitulată Principiile managementului științific.
El a conceput o metodă de îmbunătățire pe baze "științifice" a eficienței economice și a productiviății muncii, propunând și un sistem de salarizare bazat pe performanță.
Managementul științific căruia i-a pus bazele Taylor, de asemenea, cunoscut sub numele de "Taylorism" a schimbat fundamental modul în care sunt conduse afacerile din lumea întreagă.
Principalele elemente ale Scientific Management sunt: studii de timp (de exemplu, pentru șuruburi de pe fiecare șurub în 15.2 secunde), standardizarea de instrumente și pune în aplicare, utilizarea de "slide-norme și similare de timp dispozitive de economisire", carduri de instruire pentru muncitori (detalierea exact ceea ce ar trebui să facă), alocarea sarcinilor, etc
Taylor a numit aceste elemente "doar elemente sau detalii cu privire la mecanismele de gestionare"
Poate că ideea-cheie a managementului științific și cea care a atras cele mai multe critici a fost conceptul de alocarea sarcinilor. Alocarea sarcinilor este conceptul că ruperea sarcină în sarcini mai mici și mai mici, permite determinarea soluției optime pentru sarcina. "Omul din camera de planificare, a cărui specialitate este de planificare înainte, invariabil consideră că se poate lucra mult mai economic de către subdiviziuni a forței de muncă, fiecare act de fiecare mecanic, de exemplu, ar trebui să fie precedată de acte pregătitoare diverse efectuate de către alți oameni. "
În 1918, o organizație de cercetare numită "Academia de Muncă Masaryk" a fost fondată la Praga pentru a studia această problemă.

## Taylorismul în România
Există informații despre experimentarea principiilor managementului științific al lui Taylor la Țesătoria românească de bumbac din Pitești încă din 1907. Edmond Landauer, un industriaș belgian binecunoscut în epocă și un promotor al managementului științific a fost cel care a realizat aceste experimente, din poziția de proprietar al întreprinderii. Trebuie menționat faptul că aceasta se întâmpla cu patru ani înainte ca Taylor să-și publice principala lucrare în domeniu, Principiile Managementului Științific, ce avea să-i aducă faimă mondială. Se pare chiar că acest experiment din România a constituit prima încercare de aplicare a taylorismului în Europa (conform afirmațiilor lui Landauer).